# Humboldt Fog

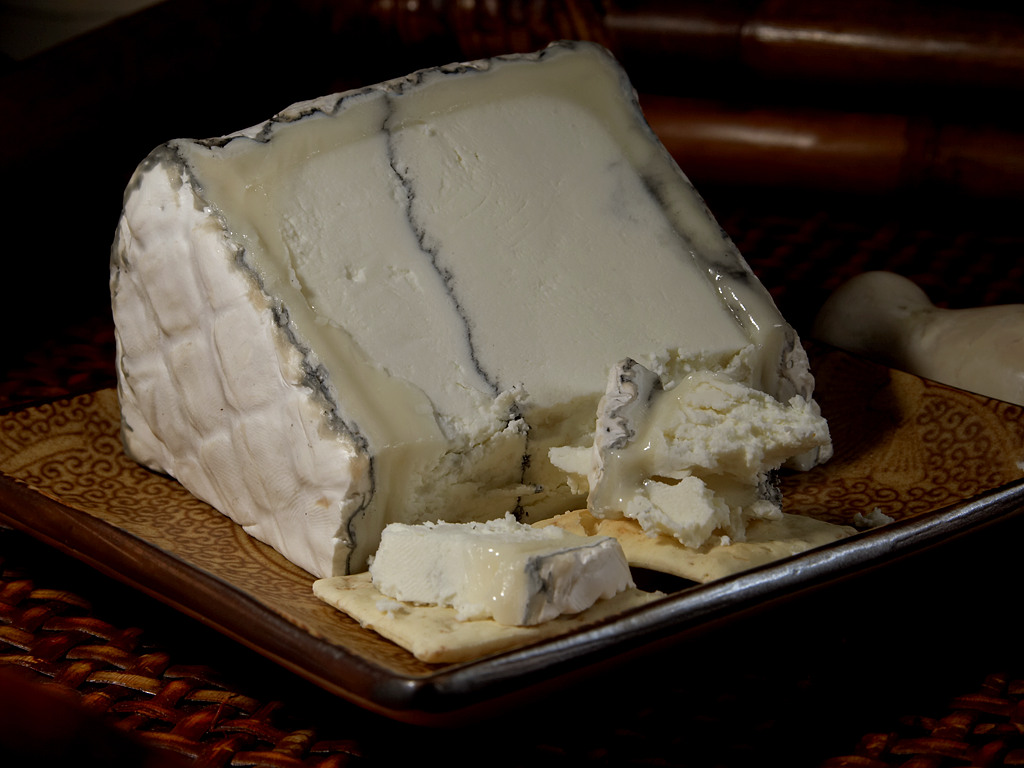
Ser Humboldt Fog

Humboldt Fog – ser wytwarzany z pasteryzowanego mleka koziego przez firmę "Cypress Grove Chevre" w Arcata w hrabstwie Humboldt w stanie Kalifornia w USA. Jego nazwa pochodzi od lokalnej mgły unoszącej się nad Zatoką Humboldta.
Jest to twardy ser dojrzewający, posiada w środkowej części przekroju ciemny pas. Podobnie jak w przypadku sera Morbier dawniej powstawał z sadzy, którą zabezpieczano dojrzewającą bryłę przed owadami. Dziś jest ona wynikiem użycia komponentu pochodzenia roślinnego i służy jedynie dekoracji. Ser dojrzewa ok. 60 dni począwszy od zewnętrznej warstwy, w wyniku tego rdzeń serca jest powoli otaczany przez warstwę dojrzewającą. Środkowa część jest krucha, a otaczające ją warstwy posiadają kremową konsystencję. Cała bryła sera jest jadalna, ale zarówno powłoka jak i pas udający sadzę nie są uznawane za smaczne. Smak wnętrza jest kremowy i lekko kwaśny, ma lekki posmak cytryny, im bliżej powłoki tym kwaśniejszy.
Ser Humboldt Fog dotychczas trzy razy zdobywał pierwszą nagrodę Amerykańskiego Stowarzyszenia Serów, miało to miejsce w 1998, 2002 i 2005.